# 高官镇 (本溪满族自治县)
高官镇，是中华人民共和国辽宁省本溪市本溪满族自治县下辖的一个乡镇级行政单位。

## 行政区划
高官镇下辖以下地区：
偏岭社区、偏岭村、新农村、西麻户村、红光村、泥塔村、三合村、沿龙沟村、法台村、松树台村、高官村、肖家河村、花岭村、安家村、磙子沟村和高官工业园区社区。